# Alessandro Toeschi
Alessandro Toeschi (Roma, 1700 – Mannheim, 15 ottobre 1758) è stato un violinista italiano.
Proveniva da un'antica famiglia nobile italiana, che portava il nome Toëscha della Castella Monte. Il padre fu ciambellano del duca di Gravina e del principe Orsini. In giovane età, Alessandro viaggiò in Inghilterra e poi in Germania, dove dal 1719 al 1724 trovò lavoro come musicista di corte con il landgrave Ernst Ludwig von Hessen-Darmstadt. Nel 1725 divenne 2 ° violino alla corte del Württemberg sotto Giuseppe Antonio Brescianello. Da quel momento in poi fu chiamato Toeschi. Insieme a sua moglie, cantante di corte, ricevette uno stipendio annuo di 1200 fl. Dal 1741 Toeschi fu il maestro del concerto sotto Johann Stamitz, alla corte di Mannheim dove nel 1756 fu nominato direttore strumentale di musica sacra. 
Sua figlia Barbara Toeschi (1733–1763) divenne ballerina a Mannheim e sposò il violoncellista italiano Innozenz Danzi, i cui figli erano la cantante Franziska Lebrun e il compositore Franz Danzi. Suo figlio Karl Joseph Toeschi, insieme a Christian Cannabich, era il primo violino dell'orchestra di Mannheim e con lui un rappresentante di successo della seconda generazione dei compositori di Mannheim. Le poche opere sopravvissute di Toeschi sono strettamente legate al barocco italiano. Il concerto per 2 violini e archi è influenzato da Antonio Vivaldi, temporaneamente al servizio di un fratello del landgrave Ernst Ludwig, il margrafo Philipp von Hessen-Darmstadt, che era governatore di Mantova.